# Hans Pettersson (Ozeanograf)

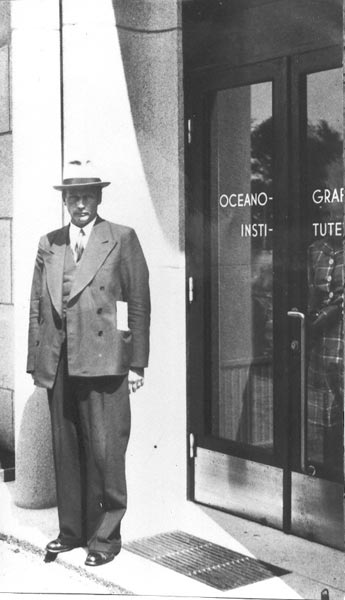
Pettersson vor dem Ozeanographischen Institut in Göteborg

Hans Pettersson (* 26. August 1888 in Forshälla; † 25. Januar 1966 in Göteborg) war ein schwedischer Physiker und Ozeanograph.
Pettersson, der Sohn des Stockholmer Chemieprofessors und Ozeanographen Otto Pettersson (1848–1941), studierte Physik an der Universität Uppsala (unter anderem bei Knut Ångström) mit dem ersten Abschluss 1909 und dem Lizenziat 1911 und war 1911 bis 1912 bei William Ramsay am University College London. 1913 wurde er Mitglied der schwedischen Hydrographisch-Biologischen Kommission. 1914 promovierte er an der Universität Göteborg und wurde dort Dozent für Ozeanographie. Von 1922 bis 1936 arbeitete er eng mit dem 2. Physikalischen Institut der Universität Wien zusammen, insbesondere mit Gerhard Kirsch, und war dabei auch längere Zeit in Wien. Er war der erste Professor für Ozeanographie in Schweden (auf einem 1930 in Göteborg neu geschaffenen Lehrstuhl) und gründete 1938 das Ozeanographische Institut in Göteborg.
Mit Gerhard Kirsch veröffentlichte er 1926 eine Monographie über Atomzertrümmerung, worunter man damals die zuerst von Ernest Rutherford beobachteten Kernumwandlungen und Kernreaktionen bei Beschuss mit Alphateilchen und anderen Projektilen verstand.
Er befasste sich unter anderem mit der Durchsichtigkeit von Seewasser, internen Strömungen, Schichtwässern, Randgezeiten im Kattegat und Tiefseegezeiten, Messmethoden für Salzgehalt und Dichte von Seewasser, meteorologischen Einflüssen auf die Höhe des Meeresspiegels, Radioaktivität des Meereswassers (er fand, dass der Radiumgehalt niedriger als aus dem Urangehalt erwartet war, weil das Radium sich in Sedimenten niederschlug), Manganknollen (aus Tiefseesediment-Sammlungen der Challenger-Expedition und dem Radiumgehalt der Knollen schloss er auf ein Wachstum von 1 mm in 1000 Jahren), Nickel und Eisen auf dem Meeresboden, der Ansammlung kosmischen Staubs auf der Erde. 
In seinem Buch Atlantis und Atlantik widerlegte er verschiedene Theorien, dass das sagenhafte Atlantis im Atlantik untergegangen sein könnte, etwa in den Azoren.
1947/48 leitete er die schwedische Albatross-Expedition, eine Forschungsreise auf dem Segelschiff Albatross rund um die Welt.
1947 wurde er Honorary Fellow der Royal Society of Edinburgh, 1956 auswärtiges Mitglied der Royal Society. Außerdem war er Mitglied der Königlich Schwedischen Akademie der Wissenschaften (1948) und der Wiener Akademie der Wissenschaften (1949). 1949 erhielt er die Patron’s Gold Medal der Royal Geographical Society und die Monaco-Medaille, 1950 die Galathea-Medaille der Königlich Dänischen Geographischen Gesellschaft und die Vega-Medaille der Schwedischen Gesellschaft für Anthropologie und Geographie sowie 1952 die Richthofen-Medaille der Gesellschaft für Erdkunde in Berlin und die Johannes-Schmidt-Medaille.

## Schriften
- mit Gerhard Kirsch: Atomzertrümmerung; Verwandlung der Elemente durch Bestrahlung mit alpha-Teilchen, Leipzig: Akademische Verlagsgesellschaft 1926
- Oceanografi, Vetenskapen om havet, Stockholm 1939
- Jorden och Radium, Stockholm 1940
- Atlantis und Atlantik, Wien 1948 (zuerst Stockholm 1944)
- Über unerforschte Tiefen: die schwedische Albatrosexpedition, München 1954 (zuerst schwedisch 1950, auch ins Englische und Französische übersetzt)
- The Ocean Floor, Yale University Press 1954 (Silliman Lectures in Yale 1952)